# مارانانتا
مارانانتا (انگلیسی: Marananta؛ زادهٔ ۱ ژانویهٔ ۰۳۵۰) در اواخر قرن چهارم یک مبلغ مذهبی بود. یک راهب و مبلغ مذهبی بودایی هندی (تاریخ بودیسم در هند) بود که در قرن چهارم بودیسم را به پادشاهی بکجه (کره (کشور)) آورد.